# 第40独立自動車化歩兵大隊 (ウクライナ陸軍)
第40独立自動車化歩兵大隊（だい40どくりつじどうしゃかほへいだいたい、ウクライナ語: 40-й окремий мотопіхотний батальйон）は、ウクライナ陸軍の大隊のひとつ。第17独立戦車旅団隷下。

## 概要

### ウクライナ領土防衛大隊
2014年5月15日、義勇軍ウクライナ領土防衛大隊の第40クリフバス領土防衛大隊として、ドニプロペトロウシク州の行政支援を受け、クルィヴィーイ・リーフで創設された。
2014年6月から、ドンバス戦争に投入され、ドネツィク州の検問所の警備任務に就いた。 
2014年8月、イロヴァイスクの戦いで戦闘任務に就いた。

### ウクライナ陸軍
2014年11月、ウクライナ陸軍に編入し、ドニプロペトロウシク州駐屯の第17独立戦車旅団に配属され、第40独立自動車化歩兵大隊に改編した。
2015年2月、デバルツェボの戦いに投入されたが全滅し、団員23人が戦死、107人が降伏し捕虜となった。戦闘にも敗北したため戦犯として批判された。
2015年4月17日、解隊命令に伴い、独立部隊から旅団隷下の機械化大隊に改編された。

## 編制
- 大隊本部（クルィヴィーイ・リーフ）
- 第1中隊
- 第2中隊
- 第3中隊
- 迫撃砲中隊
- 対空砲小隊
- 偵察小隊
- 工兵小隊
- 後方支援隊